# سفارة بولندا في صربيا
سفارة بولندا في صربيا هي أرفع تمثيل دبلوماسي لدولة بولندا لدى صربيا. تقع السفارة في بلغراد وهي تهدف لتعزيز المصالح البولندية في صربيا.

## وصلات خارجية
- الموقع الرسمي
- قائمة سفارات بولندا
- قائمة السفارات في صربيا